# 第二次陳誠內閣
第二次陳誠內閣成立於1958年7月15日，俞鴻鈞內閣下台後，陳誠以中華民國副總統兼任行政院院長組閣至1963年12月15日內閣總辭，由嚴家淦內閣接任。

## 內閣成員
- 行政院院長：陳誠（ 中國國民黨，1958年7月15日－1963年12月15日）
- 行政院副院長：王雲五（無黨籍1958年7月14日－1963年12月14日）
- 行政院秘書長：陳雪屏（ 中國國民黨，1958年7月14日－1963年11月29日）
- 內政部部長：田炯錦（ 中國國民黨，1958年3月27日－1960年6月1日）→ 連震東（ 中國國民黨，1960年6月1日－1966年5月27日）
- 外交部部長：黃少谷（ 中國國民黨，1958年7月14日－1960年5月31日）→ 沈昌煥（ 中國國民黨，1960年5月31日－1966年5月27日）
- 國防部部長：俞大維（1954年6月1日－1965年1月13日）
- 財政部部長：嚴家淦（ 中國國民黨，1958年3月19日－1963年12月14日）
- 教育部部長：梅貽琦（1958年7月19日－1961年3月1日）→ 黃季陸（ 中國國民黨，1961年3月1日－1965年1月25日）
- 司法行政部部長：谷鳳翔（1954年6月1日－1960年5月31日）→ 鄭彥棻（ 中國國民黨，1960年5月31日－1967年12月6日）
- 經濟部部長：楊繼曾（1958年3月26日－1965年1月25日）
- 交通部部長：袁守謙（ 中國國民黨，1954年6月1日－1960年7月23日）→ 沈怡（ 中國國民黨，1960年7月23日－1967年12月11日）
- 蒙藏委員會委員長：李永新（1958年7月14日－1960年5月30日）→ 田炯錦（ 中國國民黨，1960年5月30日－1963年12月14日）
- 僑務委員會委員長：陳清文（1958年7月16日－1960年6月24日）→ 周書楷（ 中國國民黨，1960年6月24日－1962年12月3日）→ 高信（1962年12月3日－1972年6月1日）
- 國軍退除役官兵就業輔導委員會主任委員：蔣經國（ 中國國民黨，1956年4月25日－1964年6月30日）
- 國家長期發展科學委員會主任委員：胡適（1959年2月1日－1962年2月）→ 王世杰（ 中國國民黨，1962年5月－1967年8月）
- 新聞局局長：沈劍虹（ 中國國民黨，1961年7月－1966年11月）→ 魏景蒙（1966年11月－1972年6月）
- 美援運用委員會主任委員：陳誠（ 中國國民黨，1958年7月15日－1963年9月）
- 主計處主計長：陳慶瑜（ 中國國民黨，1958年7月－1963年3月）
- 原子能委員會主任委員：梅貽琦（1958年7月－1962年5月19日）→ 李熙謀（1962年6月7日－1963年2月27日）
- 不管部會政務委員：薛岳 （ 中國國民黨，1958年7月15日－1963年12月16日）、 余井塘（ 中國國民黨，1958年7月15日－1963年12月16日） 蔡培火（ 中國國民黨，1958年7月15日－1963年12月16日）、 蔣經國（ 中國國民黨，1958年7月15日－1963年12月16日）、葉公超（ 中國國民黨，1961年11月18日－1963年12月16日）、王世傑（ 中國國民黨，1958年7月15日－1962年5月19日）